# Utter Madness
Albums de Madness
The Peel Sessions
(1986) The Madness
(1988)
Singles
1. (Waiting For) The Ghost Train
Sortie : 27 octobre 1986

Utter Madness est une compilation de Madness, sortie le 24 novembre 1986 .
L'album s'est classé 29e au UK Albums Chart.

## Liste des titres
| 1. | Our House                     | Carl Smyth, Chris Foreman | The Rise and Fall                   | 3:25 |
| 2. | Driving in My Car             | Mike Barson               | Bande originale du film Party Party | 3:21 |
| 3. | Michael Caine                 | Smyth, Dan Woodgate       | Keep Moving                         | 3:40 |
| 4. | Wings of a Dove               | Smyth, Graham McPherson   | Keep Moving                         | 3:03 |
| 5. | Yesterday's Men               | McPherson, Foreman        | Mad Not Mad                         | 4:12 |
| 6. | Tomorrow's (Just Another Day) | Smyth, Barson             | The Rise & Fall                     | 3:12 |
| 7. | I'll Compete                  | Lee Thompson, Woodgate    | Mad Not Mad                         | 3:23 |

| 1. | (Waiting For) The Ghost Train | McPherson               | Inédit      | 3:46 |
| 2. | Uncle Sam                     | Foreman, Thompson       | Mad Not Mad | 3:05 |
| 3. | The Sun and the Rain          | Barson                  | Keep Moving | 3:31 |
| 4. | Sweetest Girl                 | Green Gartside          | Mad Not Mad | 5:48 |
| 5. | One Better Day                | McPherson, Mark Bedford | Keep Moving | 4:07 |
| 6. | Victoria Gardens              | Smyth, Barson           | Keep Moving | 4:34 |

| 14. | Seven Year Scratch | Madness, Cecil Campbell | Inédit | 8:38 |